# バーレーワイン

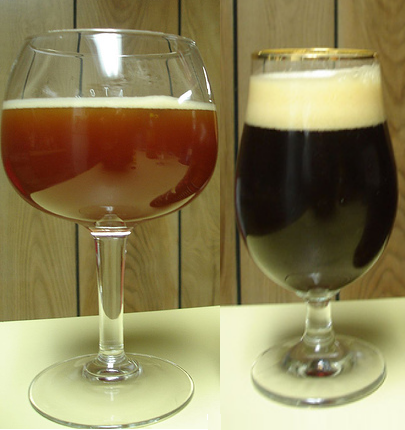
バーレーワインの色の範囲は透明度のある深い琥珀色から、曇ったマホガニー色（左）、ほとんど不透明な黒色（右）まで渡る。

バーレーワイン（あるいはバーレイワイン）は、エールの一種であり、19世紀のイングランドで醸造されたビールを起源とするアルコール度数の強いビールのスタイルの1つ。

## 概要
19世紀のイギリスが発祥とされる（2016年から300年以上前とする説もある）。イギリスでは気候の関係でブドウが生産できず、フランスワインの人気に嫉妬してワイン並みにアルコール度数が高く、年単位での長期熟成が行えるバーレーワインが開発されたとされている。また、ワイン同様に熟成期間が長いほど価値が高いという。
ワインと同じぐらいの強さという意味でバーレーワイン（英語: barley wine、日本語直訳：麦のワイン、大麦のワイン）と呼ばれる。しかし、ブドウではなく麦芽から造られるためワインではなくビールである。アメリカ合衆国では、バーレーワインが「barley wine-style ales」と呼ばれるのもこの理由から。このことは、バーレーワインが麦から造ったビールであり、ワインではないということを示している。また、日本の酒税法上でもビールである。

## 特徴
通常のビールのアルコール度数は約5%であり、出来立てを楽しむことが多い。これに対し、バーレーワインのアルコール度数は7%から14%が一般的であり、長期熟成させることが特徴である。
使用される麦芽の量や、種類も通常のビールより多くなるため、濃厚で複雑な香りを産む。香りはドライフルーツにも例えられ、ウィスキーやブランデーとも似てくる。炭酸も弱めであり、長期熟成によって苦み、甘味、アルコール感、エステル香のバランスが良い。
熟成期間が通常のビールの6倍以上かかるため、熟成に用いるタンクの占有期間も長く、維持管理コストがかさむこと、出荷頻度が低下することなどから、日本で製造しているメーカーは多くない。

## バーレーワインの特性
- 初期比重: 1.090-1.120
- アルコール度数: 8.5-12 %
- 苦味: 50-100 IBU
- 色: 24-48 SRM

SRM イメージ色
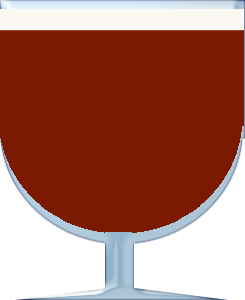
SRM 25
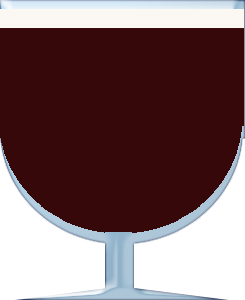
SRM 40

## 日本のバーレーワインの例
- いわて蔵ビール バーレーワイン[3]
- 那須高原ビール ナインテイルドフォックス
- サンクトガーレン エル・ディアブロ[4]
- 呉ビール 海軍さんの麦酒・バーレーワイン[5]:p.64
- ハーヴェスト・ムーンブルワリー バーレーワイン[5]:p.58

## ウィートワイン
ウィートワイン（英語: Wheat wine）は、バーレーワインが主に大麦を主原料にして造られるのに対し、小麦を主原料にして造られる高アルコールビールのスタイル。バーレーワイン同様に長期熟成が可能。
1980年代にアメリカ合衆国で誕生した。日本ではサンクトガーレンなどが製造販売している。